# Malaisemyia manipurensis
Malaisemyia manipurensis är en tvåvingeart som beskrevs av Alexander 1964. Malaisemyia manipurensis ingår i släktet Malaisemyia och familjen hårögonharkrankar. Inga underarter finns listade i Catalogue of Life.